# Liste der denkmalgeschützten Objekte in Reichenfels
Die Liste der denkmalgeschützten Objekte in Reichenfels enthält die 8 denkmalgeschützten, unbeweglichen Objekte der Gemeinde Reichenfels.

## Denkmäler
| Foto |                 | Denkmal                                                                                        | Standort                                        | Beschreibung | Metadaten |
| ---- | --------------- | ---------------------------------------------------------------------------------------------- | ----------------------------------------------- | --- | --- |
| ja   | Datei hochladen | Mariensäule HERIS-ID: 64970 Objekt-ID: 77752                                                   | bei Hauptstraße 5 Standort KG: Reichenfels      | An der Hauptstraße in der Ortsmitte gelegen. 1960 anstatt der Pestsäule von 1734 errichtet. | BDA-Hist.: Q38108801 Status: § 2a Stand der BDA-Liste: 2025-06-30 Name: Mariensäule GstNr.: 213/1 |
| ja   | Datei hochladen | Kath. Pfarrkirche hl. Jakobus major und Friedhof mit Karner HERIS-ID: 54527 Objekt-ID: 62821   | bei Max-Pacher-Gasse 1 Standort KG: Reichenfels | Urkundlich 1285 erwähnt. Restaurierung 1974. Chorturmkirche erste Hälfte des 13. Jahrhunderts, spätgotisch und barock verändert, von Friedhof umgeben. Glockengeschoß des Turmes spätgotisch, kleeblattbogige Zwillingsfenster im Norden und Westen, an der Ost-Seite Maßwerkfenster. Turmaufbau mit Zwiebelhaube 18. oder erste Hälfte des 19. Jahrhunderts. Spätgotischer Chor mit 5/8-Schluss mit zweistufigen Strebepfeilern; einfache Strebepfeiler am Langhaus. Im Norden barocke Vorhalle (17. Jahrhundert) und anschließend an der Chor-Nord-Seite barocke Sakristei. Tür des Nord-Portals eisenbeschlagen. Der Karner liegt südöstlich der Kirche. Romanischer Rundbau mit Kegeldach, abgetreppter Erkerapsis und gedecktem Stiegenvorbau, Schirmgewölbe. Derzeit Kriegergedächtniskapelle, Altar von Schürmann. | BDA-Hist.: Q38061151 Status: § 2a Stand der BDA-Liste: 2025-06-30 Name: Kath. Pfarrkirche hl. Jakobus major und Friedhof mit Karner GstNr.: .39/1, .39/2, 242/2 Pfarrkirche hl. Jakobus, Reichenfels |
| ja   | Datei hochladen | Pestkreuz HERIS-ID: 64968 Objekt-ID: 77749                                                     | Reichenfels Standort KG: Reichenfels            | Außerhalb des Ortes am früheren Pestfriedhof, mit Schnitzkruzifix und barocker Steinfigur Maria Immaculata (vermutlich von barocker Pestsäule). | BDA-Hist.: Q38108777 Status: § 2a Stand der BDA-Liste: 2025-06-30 Name: Pestkreuz GstNr.: 296/1 |
| ja   | Datei hochladen | Pfarrhof HERIS-ID: 54529 Objekt-ID: 62823                                                      | Sommerauer Straße 2 Standort KG: Reichenfels    | | BDA-Hist.: Q38061161 Status: § 2a Stand der BDA-Liste: 2025-06-30 Name: Pfarrhof GstNr.: 255/1 |
| ja   | Datei hochladen | Kath. Filialkirche hl. Oswald HERIS-ID: 54618 Objekt-ID: 62947                                 | Sommerau Standort KG: Sommerau                  | Gelegen auf einem Bergkegel in 1300 Metern Seehöhe. Zwischen 1006 und 1072 gebaut (?); urkundlich erstmals erwähnt im Jahre 1236. Saalraum im Kern um 1200, mit mächtigem querrechteckigen Chorturm, 14. Jahrhundert, in Breite des Langhauses. Turm mit gotischen Schallfenstern und niedrigem Pyramidenhelm. West-Fassade bezeichnet 1701. Am Langhaus im Süden am Dachfirst der Sakristei Rundbogen eines romanischen Fensters und über mittlerem Fenster Reste eines weiteren, vermauerten Fensters sichtbar, Reste einer gemalten Pilastergliederung, Anfang 18. Jahrhundert. Barocke Portale und Langhausfenster. | BDA-Hist.: Q38061597 Status: § 2a Stand der BDA-Liste: 2025-06-30 Name: Kath. Filialkirche hl. Oswald GstNr.: .34 Filialkirche hl. Oswald, Sommerau                                                  |
| ja   | Datei hochladen | Kapelle Mariae Heimsuchung/Zöhrerkapelle HERIS-ID: 35877 Objekt-ID: 34720                      | bei Sommerau 6 Standort KG: Sommerau            | An der Grenze zur Steiermark gelegen. 1798 vom Bischof von Lavant geweiht. Kleiner Bau mit gewölbtem Chorraum, östlich angebaute Sakristei, Dachreiter mit Zwiebelhelm. Bemerkenswerte Einrichtung. | BDA-Hist.: Q37967807 Status: Bescheid Stand der BDA-Liste: 2025-06-30 Name: Kapelle Mariae Heimsuchung/Zöhrerkapelle GstNr.: .107 Zöhrerkapelle, Reichenfels                                         |
| ja   | Datei hochladen | Kath. Pfarrkirche hll. Peter und Paul und Friedhof mit Karner HERIS-ID: 54803 Objekt-ID: 63205 | St. Peter Standort KG: St. Peter                | Von Friedhofsmauer umgeben. Wahrscheinlich schon 931 bestehend, nach der Überlieferung die älteste Kirche des oberen Lavanttales; urkundlich 1354 als Pfarre. 1480 von den Türken eingeäschert, 1492 spätgotischer Neubau geweiht. Mächtiger gotischer West-Turm in der Breite des Langhauses, reich verstäbtes West-Portal, barocke Zwillingsfenster im Glockengeschoß, Zwiebelhelm. Polygonaler Chor. Nördlicher Sakristeianbau (1974). Langhaus mit zweistufigen Strebepfeilern. | BDA-Hist.: Q38062498 Status: § 2a Stand der BDA-Liste: 2025-06-30 Name: Kath. Pfarrkirche hll. Peter und Paul und Friedhof mit Karner GstNr.: .23/1, .23/2, 308/3 Pfarrkirche St. Peter im Lavanttal |
| ja   | Datei hochladen | Burgruine Reichenfels HERIS-ID: 64971 Objekt-ID: 77753seit 2012                                | südlich Weitenbach 65 Standort KG: Weitenbach   | Am Ausgang des Sommerauer Grabens. Reste eines mittelalterlichen Berings und eines älteren Wohnbaus, mit Erweiterungen im 15. und 16. Jahrhundert erkennbar; hangseitig breiter Halsgraben. Nördlich davon vom spätgotischen Schlossbau teilweise noch das Erdgeschoß erhalten. | BDA-Hist.: Q38108811 Status: Bescheid Stand der BDA-Liste: 2025-06-30 Name: Burgruine Reichenfels GstNr.: 456/4 Burgruine Reichenfels (Kärnten)                                                      |